# UNRWA España
UNRWA España es el comité nacional español de la Agencia de las Naciones Unidas para los Refugiados de Palestina (UNRWA). Fue creado en 2005 y es uno de los tres Comités Nacionales que contribuyen al trabajo de la  UNRWA. Se creó con dos objetivos fundamentales: dar a conocer a la ciudadanía española la situación en que viven más de cinco millones de refugiados y refugiadas de Palestina y difundir la labor humanitaria que la Agencia realiza desde 1949.
El comité español de UNRWA no actúa como portavoz de la ONU, sino que trabaja para que entidades españolas tanto públicas como privadas apoyen a UNRWA en el mantenimiento de los servicios que presta a la población refugiada de Palestina.

## Sobre UNRWA
El objetivo de la agencia de la ONU, a la que la organización no gubernamental UNRWA en España apoya, es el de proporcionar y atender el desarrollo, la educación, la salud, los servicios sociales y la ayuda de emergencia a más de cinco millones de refugiados de Palestina, 1'8 menores de 15 años, que viven en Jordania, Líbano, Siria, Cisjordania y la Franja de Gaza, siendo la principal organización en acometer dicho compromiso.
UNRWA ha trabajado por el bienestar y el desarrollo humano a lo largo de tres generaciones de refugiados y refugiadas de Palestina, y ofrece programas y ayuda a personas distribuidas en 58 campamentos a través de servicios de educación, salud, servicios sociales, microfinanciación, protección de los derechos humanos, ayuda humanitaria y respuesta de emergencia.
La Agencia, con la que UNRWA España colabora, cuenta actualmente con más de 900 instalaciones, en las que trabajan casi 32.000 personas, de las cuales el 99% tienen estatus de refugiado. UNRWA gestiona más de 700 escuelas a las que asisten más de medio millón de estudiantes en todo Oriente Medio, y presta atención sanitaria en 139 centros de Salud Primaria, además de gestionar 62 centros de atención social y de formación para mujeres, 36 para discapacitados y otros tantos de servicios comunitarios.

## ¿Qué es un comité?
UNRWA cuenta con el apoyo de dos comités nacionales en España y Estados Unidos. Son organizaciones no gubernamentales (ONG) que colaboran con particulares, grupos de medios de comunicación, fundaciones, empresas y entidades de la sociedad civil, y trabajan en la promoción del mensaje de la ONU, sensibilización y recolección de fondos.
España tiene cuatro Comités de las Naciones Unidas: Acnur Comité, Unicef Comité, UNRWA Comité y ONU Mujeres Comité.
Las opiniones personales de los miembros de los comités no tienen por qué representar a la ONU, ya que no son portavoces oficiales. Para confirmar la posición oficial de las Naciones Unidas, hay que acudir a los representantes oficiales de las agencias con las que colaboran.